# Az (Rodeiro)
Az (oficialmente San Cristovo do Az) es una parroquia española del municipio de Rodeiro, perteneciente a la provincia de Pontevedra, en la comunidad autónoma de Galicia.

## Toponimia
La parroquia puede aparecer referida con las grafías «Az» y «Haz».

## Historia
Hacia mediados del siglo XIX, la parroquia, ya por entonces perteneciente a Rodeiro, tenía contabilizada una población de doscientos habitantes. Aparece descrita en el noveno volumen del Diccionario geográfico-estadístico-histórico de España y sus posesiones de Ultramar de Pascual Madoz con las siguientes palabras:

HAZ (San Cristobal): felig. en la prov. de Pontevedra (12 leg.), part. jud. de Lalin (2), dióc. de Lugo (9 1/2), ayunt. de Rodeiro: sit. al S. del pico del Farelo, con buena ventilacion, y clima algun tanto frio, pero saludable. Tiene unas 40 casas repartidas en las ald. de Aréan, Cajide, Cristimil, Iglesia, Rio de Camba, Vilaméa y Vistuhide. La igl. parr. (San Cristobal), es aneja de la de Sta. Maria de Guillar; con la cual confina por O.; al N. con la de Ventosa; por E. con la de Salto, y al S. con la de Pescoso. El terreno es montuoso y poco fértil; le baña por el lado meridional un riach., que naciendo en la felig. de Salto, corre de E. á O. á reunirse con el r. Arnego: la parte inculta ofrece tojo, robles, pinos y yerbas de pasto. Los caminos son locales y malos. El correo se recibe de la Gesta. prod.: maiz, centeno y patatas; hay ganado vacuno, de cerda, lanar y cabrio: caza mayor y menor; animales dañinos y alguna pesca. pobl.: 40 vec., 200 alm. contr. con su ayunt. (V.)
(Madoz, 1847, p. 159)

En 2023, tenía empadronados 103 habitantes.